# Cliff Hanger (serie animata)
Cliff Hanger è una serie animata.

## Trama
Cliff Hanger, un uomo divertente, ingenuo e inconscio, viaggia in giro per il mondo con i suoi amici. A sua volta, si dirigerà verso Londra, l'Himalaya, Hollywood, la Scozia, il Messico e così via, contrastando regolarmente le oscure macchinazioni del suo nemico giurato, l'infame Moriosky, e della sua collega Rita Malaga, che cercano solo di arricchirsi rubando i più grandi tesori.

## Protagonisti
- Cliff Hanger
- Moriosky
- Rita Malaga